# 스마일 프로젝트 Vol.1 - One sweet day
스마일 프로젝트 Vol.1 - One sweet day는 One sweet day 라는 장연주의 대표곡이 실린 디지털 싱글 음반으로 아직도 많은 인기를 얻고 있는 음반이다.

## 구성곡
- One sweet day - 장연주